# 法屬聖馬丁足球代表隊
法屬聖馬丁足球代表隊是法屬聖馬丁的足球代表隊，由法屬聖馬丁足球協會管理，現時屬於中北美洲及加勒比海足球協會成員國之一，但並非屬於國際足協及成員國之一，因此無法參加世界盃外圍賽，只可以參與CONCACAF有關賽事。